# Cheilotrichia albidibasis
Cheilotrichia albidibasis là một loài ruồi trong họ Limoniidae. Chúng phân bố ở miền Australasia.